# Curarizant
Curarizantele sunt o clasă de medicamente, denumite și blocante neuromusculare care relaxează și paralizează musculatura striată.Reprezentatul natural al acestei clase de medicamente este alcaloidul tubocurarina, obținut din curara, extractul brut de Chondodendron tomentosum.

## Mod de acțiune
Curarizantele interferă cu funcția de mediator a acetilcolinei prin 2 mecanisme:
- Blocarea competitivă a receptorilor colinergici
- Activarea receptorilor colinergici prin depolarizare prelungită.

Paralizia produsa de curarizante cuprinde treptat diferite grupe musculare: globii oculari, urechile, fata, limba, faringele, muschii masticatori, muschii abdominali, toracelui si diafragmului.Corespunzator paraliziei se instaleaza si efectele:
- diplopie
- ptoza palpebrala
- greutate in deglutitie
- paralizia muschilor respiratori

## Clasificare
- Mecanismul de acțiune
  - Curarizante antidepolarizante-împiedică depolarizarea plăcii motorii- denumite și pahicurare sau curarimimetice
    - Tubocurarina
    - Dimetiltubocurarina
    - Galamina
    - Pancuroniu
    - Vecuroniu
    - Alcuroniu
    - Atracuriu
    - Rocuroniu

  - Curarizante depolarizante-prleungesc polarizarea plăcii motorii-se mai numesc antirepolarizante, acetilcolinomimetice sau leptocurare
    - Decametoniu
    - Suxametoniu

- Structura chimică
  - Alcaloizi naturali sau semisintetici (benzil-izochinoline)
    - Tubocurarina
    - Dimetiltubocurarina
    - Alcuronium

  - Derivați cuaternari de amoniu steroidici
    - Pancuronium
    - Pipecuronium
    - Vecuronium
    - Rocuronium
    - Rapacuronium

  - Derivați de colină (dicolin esteri)
    - Suxametoniu

## Relații structură-acțiune farmacologică
Derivații de amoniu cuatrenar au distanța optimă între cele 2 grupări amoniu de 10 atomi de C -de unde și denumirea decametoniu.
Distanța optimă  este de circa 1 nm pentru antidepolarizantele de tipul tubocurarinei, dar variabilă pentru antidepolarizantele cu moleculă flexibilă.

## Cinetică
Nu se administrează pe cale orală , singura cale de administrare fiind cea injectabilă. Majoritatea se elimină netransformați , sau în procent foarte mic sub formă de metabolit.
- Diesterii

Curarizantele de tipul suxametonium, mivacurium,atracurium, sunt ușor hidrolizați de esteraza plasmatică și hepatică
- Compușii cu nucleu steroidic

sunt metabolizați mai lent, iar metaboloții rezultați în urma transformării hepatice mai păstrează din activitatea curarizantului administrat.